# Новий Тап
Новий Тап (рос. Новый Тап) — село у складі Юргінського району Тюменської області, Росія.
Населення — 1217 осіб (2010, 1414 у 2002).
Національний склад станом на 2002 рік:
- росіяни — 91 %